# Омерзительная восьмёрка
«Омерзи́тельная восьмёрка» (англ. The Hateful Eight) — американский вестерн режиссёра и сценариста Квентина Тарантино. В ролях — ансамбль актёров, во главе которого Сэмюэл Л. Джексон и Курт Рассел. Действие «Омерзительной восьмёрки» происходит вскоре после Гражданской войны в США. Герои фильма, охотники за головами и их случайные соседи, вынуждены пережидать зимнюю бурю на постоялом дворе. Фильм, анонсированный осенью 2013 года, изначально задумывался как продолжение предыдущей работы Тарантино, вестерна «Джанго освобождённый». В 2014 году Тарантино отменил проект после того, как сценарий «Омерзительной восьмёрки» был без его ведома опубликован в интернете, однако позже он возобновил работу над фильмом.
Ограниченный релиз фильма в североамериканском прокате был намечен на 25 декабря 2015 года — картина демонстрировалась в формате 70 мм на 100 площадках. В широкий прокат фильм вышел 1 января 2016 года. Фильм был удостоен премий «Оскар», BAFTA и «Золотой глобус» за музыку Эннио Морриконе.
Стриминговый сервис Netflix выпустил фильм в виде 4-серийного мини-сериала с дополнениями.

## Сюжет
Действие фильма разворачивается в горах Вайоминга спустя несколько лет после Гражданской войны. Охотник за головами Джон Рут (Курт Рассел), прозванный Вешателем за то, что предпочитает доставлять преступников на виселицу живыми, а не мёртвыми, везёт на арендованном дилижансе преступницу Дейзи Домергу (Дженнифер Джейсон Ли) в городок Ред-Рок. По пути Рут встречает двоих — ещё одного охотника за головами, чернокожего отставного майора северян Маркуиса Уоррена (Сэмюэл Л. Джексон), везущего в Ред-Рок троих мертвых бандитов, и молодого южанина по имени Крис Мэнникс (Уолтон Гоггинс), который представляется Руту и Уоррену как новый шериф Ред-Рока. Рут с большим подозрением относится к попутчикам, но берёт Уоррена, потому что знает его как героя войны, переписывавшегося с самим Авраамом Линкольном и хранящего у себя одно из его писем. Криса же он берёт, потому что не хочет проблем с властями Ред-Рока, хотя и не верит в то, что тот шериф. Отношения случайных спутников осложняются также тем, что Мэнникс является расистом и сторонником Конфедерации, а его покойный отец на войне был командиром отряда южан, уничтожившим немалое количество чёрных поселений — всё это обостряет и без того недружественные отношения между ним и Уорреном. Рут, считающий чёрных такими же людьми, как и белые, и читающий «слишком много Вашингтонских газет», открыто недолюбливает Мэнникса.
Путники находят убежище на постоялом дворе — «Галантерейной Минни», где их встречает единственный работник — мексиканец Боб (Демиан Бичир), сообщающий, что хозяйка лавки — Минни и её муж Сладкий Дэйв, уехали неделю назад. Внутри находятся ещё трое постояльцев — бывший генерал Конфедерации Сэнфорд Смизерс (Брюс Дерн), ковбой Джо Гейдж (Майкл Мэдсен) и палач Освальдо Мобрей (Тим Рот), также, по его словам, следующий в Ред-Рок, чтобы казнить Дейзи Домергу и убийцу предыдущего шерифа Ред-Рока. Рут из соображений безопасности с помощью Уоррена разоружает всех присутствующих.
В кругу новоприбывших в лавку Уоррена, О.Б. и Дейзи, Рут высказывает предположение, что один из находившихся в лавке до их приезда — сообщник Дейзи, который попытается её освободить. Оказавшись в плену у снежной бури в одном помещении с Рутом, сообщник Дейзи будет терпеливо ждать нужного момента, чтобы убить Рута и освободить Дейзи. И что единственный способ выявить сообщника — спровоцировать его, создать ситуацию, в которой тот не выдержит и выдаст себя.
Обстановка в лавке дополнительно накаляется из-за незабытых обид недавней Гражданской войны: генерал Смизерс и майор Уоррен сражались на разных сторонах и оба совершали военные преступления, к тому же Мэнникс обвиняет Уоррена в том, что письмо от Авраама Линкольна — фальшивка, и майор признаёт это. Рут, доверявший Уоррену и искренне уважавший его, неприятно поражён и глубоко разочарован.
За ужином Уоррен подходит к Смизерсу, предлагая временное перемирие. Смизерс соглашается, и какое-то время двое врагов мирно ужинают и беседуют на отвлеченные темы. Однако спокойный ужин обрывается при упоминании Уорреном погибшего сына Смизерса. Старик, уже несколько лет не знающий, как именно погиб его сын, просит Уоррена рассказать о его судьбе. В ответ Уоррен встаёт, кладет рядом с генералом револьвер, и рассказывает то ли сходу выдуманную, то ли реально произошедшую жуткую и глумливую историю о смерти сына Смизерса. Как и многие другие, его сын отправился в горы, пытаясь поймать Уоррена и получить за него награду, однако удача отвернулась от него. Уоррен, по его словам, разоружил сына Смизерса и заставил идти голым на страшном морозе. Когда несчастный был уже не в состоянии двигаться и умолял Уоррена дать ему одеяло, тот поставил мерзкое условие — заставил сына Смизерса орально удовлетворить его, после чего убил, не выполнив обещания. Потрясённый столь страшной смертью сына, генерал хватается за подложенное оружие, и Уоррен убивает его из второго револьвера, объявив, что действовал в порядке самообороны.
Тем временем, пока внимание присутствующих отвлечено конфликтом между Смизерсом и Уорреном, кто-то на глазах у Дейзи Домергу подливает в кофейник яд из пузырька. Рут и его кучер О. Б. Джексон выпивают отравленный кофе, и вскоре их обоих начинает рвать кровью; Мэнникс тоже берёт себе кружку, но Рут с трудом успевает предупредить его, и тот в панике выплескивает её на пол. Отравленный Рут пытается убить злорадствующую Дейзи кулаком, но спазмы отравления не дают ему это сделать и лишают его сил. В ходе ожесточенной борьбы на полу Дэйзи удаётся вытащить его револьвер и — она убивает Рута. Но тут в дело вступает Уоррен: угрожая собственным револьвером, он отнимает у Дейзи оружие, а остальных ставит к стене с поднятыми руками.
Взявший на себя роль детектива, Уоррен освобождает Мэнникса и отдаёт ему револьвер, рассудив, что южанин не может быть причастен к отравлению, так как сам собирался пить из отравленного кофейника. Мексиканец Боб также заявляет, что не мог отравить кофе, поскольку во время разговора между Уорреном и Смитерсом играл на пианино. Уоррен, который раньше часто бывал на этом постоялом дворе и уже по приезде заподозривший неладное, уличает Боба в незнании привычек «уехавших» хозяев (а главное, в их недоверии к мексиканцам) и в конечном счете в их убийстве — об этом свидетельствует и кровавое пятно на спинке хозяйского кресла. Подведя итог своим выводам, Уоррен убивает Боба. У стены остаются двое подозреваемых — Гейдж и Мобрей. Уоррен угрожает силой напоить Дейзи отравленным кофе, если не услышит признания. Эта угроза заставляет Гейджа громко признаться в отравлении. Воодушевленный Мэнникс, с самого начала подозревавший Гейджа и разъярённый смертью О. Б., с которым успел подружиться, хочет прикончить его сам. Но неожиданно неизвестный делает выстрел из подпола Уоррену в пах, а Мобрей, достав спрятанный револьвер, ранит Мэнникса, однако получает ответную пулю в живот.
Действие переносится в утро этого же дня: бандиты Боб, Мобрей, Гейдж и Джоди Домергу (Ченнинг Тейтум) — брат Дейзи — приезжают на постоялый двор Минни, убивают всех и готовят засаду с целью освободить Дейзи. Они сохраняют жизнь единственному постояльцу — генералу Смизерсу, приказав ему молчать, чтобы «разбавить» им свою компанию и придать ей менее подозрительный вид. Генерал легко соглашается; бандиты прячут по лавке запасные револьверы, а глава банды Джоди Домергу спускается в погреб.
Действие возвращается в настоящее: раненые Уоррен и Мэнникс, угрожая убить Дейзи, вынуждают её брата вылезти из погреба, и Уоррен убивает его выстрелом в голову. Взбешённая Дейзи предлагает Мэнниксу сделку — он должен убить Уоррена и освободить бандитов, получив взамен награду за труп умирающего Мобрея (сам Мобрей, пока ещё живой, согласен с этим планом). Дейзи угрожает, что иначе другие члены банды устроят резню в Ред-Роке. Озлобленный Уоррен стреляет в Мобрея. Воспользовавшись этим, Гейдж пытается застрелить Уоррена и Мэнникса, но оба реагируют быстрее и убивают Гейджа. Уоррен собирается прикончить и Дэйзи, но у него заканчиваются патроны в револьвере. Мэнникс, несмотря на рану, остающийся на ногах и вооружённый, становится хозяином положения. Его выбор: совершить правосудие, убив Дейзи и её сообщников или пойти с ними на мировую, убить Уоррена и забрать трупы убитых бандитов для получения вознаграждения.
Мэнникс не даёт ослабшему Уоррену второй револьвер и повторно уточняет с Дейзи условия сделки, однако, несмотря ни на что, отказывается от предложения, справедливо рассудив, что все угрозы и обещания Дейзи — блеф и вранье. Внезапно он теряет сознание из-за потери крови. Ошарашенная Дейзи кидается за мачете и отрубает руку мертвого Рута, к которому до сих пор прикована, чтобы попытаться добраться до револьвера Гейджа. Тяжело раненый Уоррен никак не может препятствовать бандитке, однако пришедший в себя шериф ранит и обезоруживает её. Мэнникс намерен застрелить Дейзи, но Уоррен отговаривает его, напоминая о том, что он обязан Джону Руту жизнью. В память о «Вешателе» истекающие кровью Мэнникс и Уоррен вешают преступницу на стропилах.
Мэнникс просит у Уоррена письмо Линкольна и зачитывает его вслух. Оценив по достоинству трогательность письма, он комкает его и отбрасывает окровавленной рукой в сторону. Финал фильма оставляет обессилевших майора и шерифа в безмолвном ожидании.

## В ролях
| Актёр                | Роль                                                            |
| -------------------- | --------------------------------------------------------------- |
| Сэмюэл Л. Джексон    | «охотник за головами» «Кровавый майор» (Маркуис Уоррен)         |
| Курт Рассел          | «охотник за головами» «Вешатель» (Джон Рут)                     |
| Уолтон Гоггинс       | шериф Крис Мэнникс                                              |
| Дженнифер Джейсон Ли | Осуждённая (Дейзи Домергу)                                      |
| Демиан Бичир         | «Мексиканец» (Боб / Марко-Мексиканец)                           |
| Тим Рот              | «Недомерок» (Освальдо Мобрей / «Англичанин» Питер «Пит» Хикокс) |
| Майкл Мэдсен         | «Ковбой» (Джо Гейдж / Грауч Дагласс)                            |
| Брюс Дерн            | «Конфедерат» (генерал Стэнфорд Смизерс)                         |
| Джеймс Паркс         | кучер О. Б. Джексон                                             |
| Ченнинг Тейтум       | бандит Джоди Домергу брат Дейзи                                 |
| Зои Белл             | Джуди «Шесть лошадей»                                           |
| Дэна Гурье           | хозяйка «Галантереи» Минни Минк                                 |
| Джин Джонс           | Сладкий Дэйв                                                    |
| Крейг Старк          | Честер Чарльз Смизерс сын генерала Смизерса                     |
| Ли Хорсли            | Эд, кучер                                                       |
| Кит Джефферсон       | Чарли, слуга                                                    |
| Белинда Овино        | Джемма                                                          |
| Квентин Тарантино    | голос рассказчика (не указан в титрах)                          |

## Создание
В ноябре 2013 года Тарантино объявил, что работает над новым фильмом в жанре вестерн, который никак не будет связан с его предыдущей работой — фильмом «Джанго освобождённый». 12 января 2014 года картине было дано официальное название — «Омерзительная восьмёрка». По словам Тарантино, он вдохновлялся телесериалами-вестернами шестидесятых годов, такими, как «Бонанза», «Виргинец» и «Высокий Кустарник». Тарантино описывал их так:

Дважды в сезон в этих сериалах бывала серия, когда главные герои попадали в плен к бандитам. Бандиты приезжали на ранчо «Пондероза» и брали всех в заложники, или к судье Гарту — его играл Ли Джей Кобб — в «Виргинце» и тоже брали всех в заложники. В этих сериях обязательно снимались приглашенные звезды — например, Дэвид Кэррадайн, Дарен Макгевин, Клод Экинс, Роберт Калп, Чарльз Бронсон или Джеймс Коберн. Не то что бы мне нравился этот сюжет в современном контексте, но в вестернах я его обожаю: полсерии просиживаешь, гадая, плохие это парни или хорошие, и у каждого есть свое прошлое, которое потом раскрывается. И я подумал: «А что если снять фильм, где будут только такие персонажи и никаких других? Никаких героев, никаких Майклов Лэндонов — только кучка мерзавцев в одной комнате, все рассказывают свои истории, которые могут быть правдой, а могут и ложью. Запереть их в одной хижине с пургой за окнами, дать каждому по револьверу и посмотреть, что будет»
Оригинальный текст (англ.)Twice per season, those shows would have an episode where a bunch of outlaws would take the lead characters hostage. They would come to the Ponderosa and hold everybody hostage, or go to Judge Garth's place — Lee J. Cobb played him — in The Virginian and take hostages. There would be a guest star like David Carradine, Darren McGavin, Claude Akins, Robert Culp, Charles Bronson, or James Coburn. I don't like that storyline in a modern context, but I love it in a Western, where you would pass halfway through the show to find out if they were good or bad guys, and they all had a past that was revealed. I thought, 'What if I did a movie starring nothing but those characters? No heroes, no Michael Landons. Just a bunch of nefarious guys in a room, all telling backstories that may or may not be true. Trap those guys together in a room with a blizzard outside, give them guns, and see what happens.
— из интервью Тарантино сайту Deadline.com
Вскоре по вине агента одного из актёров произошла утечка сценария, и расстроенный Тарантино отказался снимать ленту. По его словам, версии сценария были только у Мэдсена, Рота и Дерна.
Ближе к маю 2014 года остывший Тарантино объявил, что написал две новые концовки и готов вернуться к проекту. Новый сценарий, легший в основу отснятой версии фильма, отличался от старого переписанной концовкой — в оригинальном сценарии финальная перестрелка была одновременной и беспорядочной, причем глава банды Джоди поднимался из подпола и активно участвовал в стрельбе наверху. Майор Уоррен погибал во время перестрелки, так что речь Дейзи была обращена к одному Мэнниксу. «Мексиканец Боб» в первоначальной версии сценария был известен как «Француз Боб». В ноябре 2014 года Ченнинг Тейтум получил одну из основных ролей в фильме, а The Weinstein Company опубликовала пресс-релиз, где был заявлен официальный актёрский состав: Курт Рассел, Сэмюэл Л. Джексон, Тим Рот, Уолтон Гоггинс, Майкл Мэдсен, Дженнифер Джейсон Ли, Демиан Бичир и Брюс Дерн — почти все участвовали в первоначальной читке сценария. В январе 2015 года к ним также присоединились Джеймс Паркс, Дана Гуррье, Зои Белл, Джин Джонс, Кит Джефферсон, Ли Хорсли, Крейг Старк и Белинда Овино.
Съёмки начались 8 декабря 2014 года.

## Пиратство
За несколько дней до старта проката «Омерзительная восьмёрка» (в ряду других потенциальных «оскаровских» номинантов) стала жертвой пиратства — промокопия ленты, предназначавшаяся одному из руководителей компании Alcon Entertainment Эндрю Косову, оказалась в Сети и за первые сутки была скачана более полумиллиона раз.
Сразу после премьеры картины команда видеопиратов Hive-CM8 принесла свои извинения Квентину Тарантино за то, что разместила его фильм «Омерзительная восьмёрка» ещё до выхода в прокат. Они заявляют, что им «очень жаль» из-за того, что они испортили премьеру. Предположительно, они хотели поделиться фильмом с теми людьми, которые «не настолько богаты», чтобы ходить в кинотеатры.

## Связь с другими фильмами
На полках в лавке Минни можно заметить табак марки Red Apple («Красное яблоко») — одного из нескольких брендов, много лет назад придуманных Тарантино в качестве протеста против скрытой рекламы в кино. Red Apple курят персонажи его фильмов «Криминальное чтиво», «Убить Билла», «Бесславные ублюдки» и «Однажды в Голливуде», а также персонажи фильмов Роберта Родригеса «От заката до рассвета» и «Планета страха».
Тим Рот подтвердил в интервью, что его персонаж — «Англичанин» Пит Хикокс (Освальдо Мобрей) — является предком Арчи Хикокса, британского лейтенанта из фильма Тарантино «Бесславные ублюдки». Арчи Хикокса изначально тоже должен был играть Рот, но из-за его тогдашней занятости роль отошла Майклу Фассбендеру.
Некоторые сцены перекликаются с другим фильмом с участием Курта Рассела и с музыкой Эннио Морриконе — «Нечто»; из саундтрека этого же фильма заимствованы три трека, не попавшие в оригинальный фильм.

## Награды
| Премия                              | Дата церемонии  | Категория                                     | Лауреаты и номинанты                              | Итог      |
| ----------------------------------- | --------------- | --------------------------------------------- | ------------------------------------------------- | --------- |
| «Сатурн»                            | 22 июня 2016    | Лучший триллер                                | «Омерзительная восьмёрка»                         | Номинация |
| «Сатурн»                            | 22 июня 2016    | Лучший киноактёр                              | Сэмюэл Л. Джексон                                 | Номинация |
| «Сатурн»                            | 22 июня 2016    | Лучший киноактёр второго плана                | Уолтон Гоггинс                                    | Номинация |
| «Сатурн»                            | 22 июня 2016    | Лучший грим                                   | Грегори Никотеро, Ховард Бергер, Хеба Торисдоттир | Номинация |
| «Сатурн»                            | 22 июня 2016    | Лучшая музыка                                 | Эннио Морриконе                                   | Номинация |
| «Оскар»                             | 28 февраля 2016 | Лучшая женская роль второго плана             | Дженнифер Джейсон Ли                              | Номинация |
| «Оскар»                             | 28 февраля 2016 | Лучшая операторская работа                    | Роберт Ричардсон                                  | Номинация |
| «Оскар»                             | 28 февраля 2016 | Лучшая музыка к фильму                        | Эннио Морриконе                                   | Победа    |
| BAFTA                               | 14 февраля 2016 | Лучшая женская роль второго плана             | Дженнифер Джейсон Ли                              | Номинация |
| BAFTA                               | 14 февраля 2016 | Лучший оригинальный сценарий                  | Квентин Тарантино                                 | Номинация |
| BAFTA                               | 14 февраля 2016 | Лучшая музыка к фильму                        | Эннио Морриконе                                   | Победа    |
| «Золотой глобус»                    | 10 января 2016  | Лучшая женская роль второго плана (кинофильм) | Дженнифер Джейсон Ли                              | Номинация |
| «Золотой глобус»                    | 10 января 2016  | Лучший сценарий                               | Квентин Тарантино                                 | Номинация |
| «Золотой глобус»                    | 10 января 2016  | Лучшая музыка к фильму                        | Эннио Морриконе                                   | Победа    |
| Critics’ Choice Movie Awards        | 17 января 2016  | Лучший актёрский ансамбль                     | «Омерзительная восьмёрка»                         | Номинация |
| Critics’ Choice Movie Awards        | 17 января 2016  | Лучший композитор                             | Эннио Морриконе                                   | Победа    |
| Critics’ Choice Movie Awards        | 17 января 2016  | Лучшая работа оператора                       | Роберт Ричардсон                                  | Номинация |
| Critics’ Choice Movie Awards        | 17 января 2016  | Лучшие причёски и грим                        | «Омерзительная восьмёрка»                         | Номинация |
| Critics’ Choice Movie Awards        | 17 января 2016  | Лучший оригинальный сценарий                  | Квентин Тарантино                                 | Номинация |
| Critics’ Choice Movie Awards        | 17 января 2016  | Лучшая женская роль второго плана             | Дженнифер Джейсон Ли                              | Номинация |
| Национальный совет кинокритиков США | 1 декабря 2015  | Десять лучших фильмов                         | «Омерзительная восьмёрка»                         | Победа    |
| Национальный совет кинокритиков США | 1 декабря 2015  | Лучшая женская роль второго плана             | Дженнифер Джейсон Ли                              | Победа    |
| Национальный совет кинокритиков США | 1 декабря 2015  | Лучший оригинальный сценарий                  | Квентин Тарантино                                 | Победа    |
| «Грэмми»                            | 2017            | Лучший саундтрек                              | Эннио Морриконе                                   | Номинация |
| «Грэмми»                            | 2017            | Лучшая инструментальная композиция            | Эннио Морриконе                                   | Номинация |